# کراکستون کریال
کراکستون کریال (به انگلیسی: Croxton Kerrial) یک روستا و محله مدنی در بریتانیا است که در Melton واقع شده‌است. کراکستون کریال ۵۳۰ نفر جمعیت دارد.